# Provincia de Phuket
Phuket (tailandés, ภูเก็ต) es una de las provincias meridionales (changwat) de Tailandia. 
Las provincias vecinas son Phang Nga y Krabi. Aunque Phuket es una isla y sus fronteras no son terrestres, se puede cruzar a Phang Nga a través de un puente.
Al norte de la isla está el Aeropuerto Internacional de Phuket, con vuelos directos a otros países asiáticos, algunos destinos europeos y Australia.

## Toponimia
Hay varias posibles explicaciones del nombre relativamente reciente "Phuket" (del cual el dígrafo ph representa una p aspirada). Una teoría es que se deriva de la palabra Bukit (Jawi: بوكيت) que en malayo que significa "colina", ya que así es como se ve la isla desde la distancia.
Phuket se conocía antes como Thalang (ถลาง Tha-Laang), nombre derivado de la antigua palabra "telong" (Jawi: تلوڠ) que significa "cabo". El distrito norte de la provincia, donde se encontraba la antigua capital, todavía usa este nombre. En las fuentes y cartas de navegación occidentales se le conocía como Junk Ceylon o Junkceylon (una corrupción del malayo Tanjung Salang, es decir, "Cabo Salang").

## Historia
El acontecimiento más significativo en la historia de Phuket fue el ataque de los birmanos en 1785. Se cuenta que Sir Francis Light, un capitán de la Compañía Británica de las Indias Orientales, envió un mensaje a la administración local, advirtiendo que había observado que las fuerzas birmanas se preparaban para un ataque. Kunying Jan, la esposa del gobernador, el cual había fallecido recientemente, y su hermana Mook, organizaron la defensa de la isla. Después de un mes de cerco, los birmanos se retiraron, el 13 de marzo de 1785 y las dos mujeres se convirtieron en heroínas nacionales, recibiendo del rey Rama I (พระบาทสมเด็จพระพุทธยอดฟ้าจุฬาโลกมหาราช), los nombres honorarios de Thao Thep Kasatri y Thao Sri Sunthon.
Durante el reinado de Chulalongkorn (Rama V), Phuket llegó a ser el centro administrativo de la producción de estaño en las provincias meridionales. En 1933, el Monthon Phuket fue disuelto y Phuket se convirtió en provincia.
Los antiguos nombres de la isla incluyen Ko Thalang y Junk Ceylan, una distorsión inglesa del malayo Tanjung Salang (Cabo Salang).

## Geografía
Phuket es la mayor provincia continental de Tailandia, situada en el mar de Andamán y al oeste de la provincia de Krabi, en la parte peninsular sur de Tailandia. Es muy montañosa, con una cordillera al lado oeste, alineada de norte a sur. Las montañas del sur de Phuket se extienden por 440 kilómetros del istmo de Kra. El punto más alto de la cadena de montañas de Phuket es el Khao Phra Mi, con una altitud de 1138 m; mientras que la mayor altura en la isla en sí, es el Mai Tha Sip Song (Doce Cañas), a 529 m s. n. m. Cerca del 70% de la isla está cubierta de selvas. La costa occidental posee varias playas de arena, pero la costa oriental generalmente es cenagosa. El extremo sur de la isla es el Laem Promthep, un lugar muy apreciado para observar las puestas de sol.

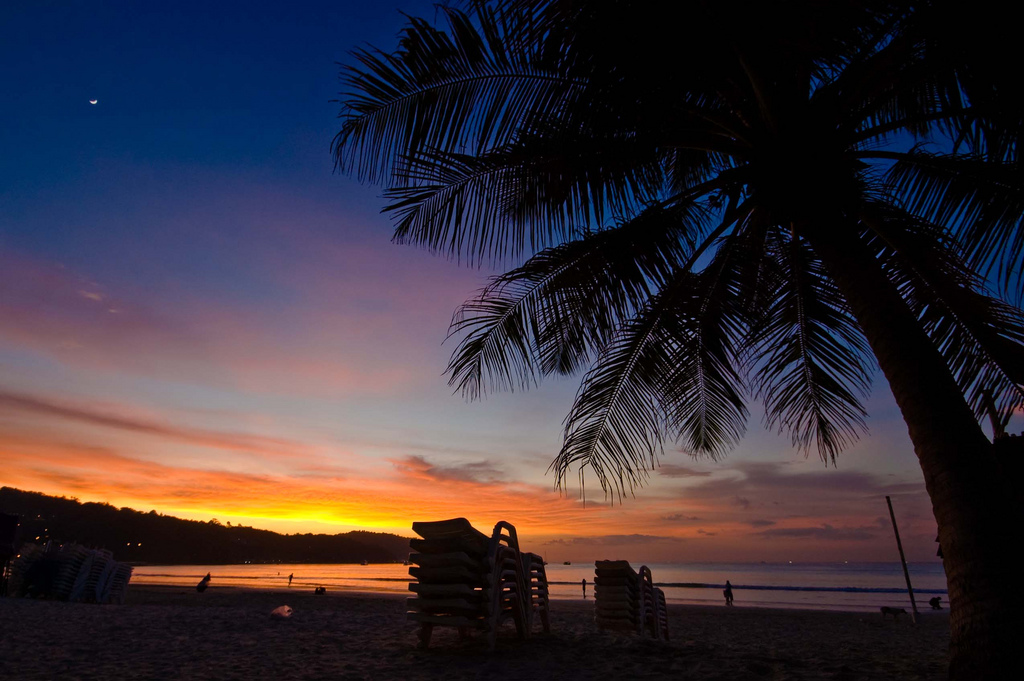
Atardecer en la playa Patong, Phuket

La principal región turística de la isla es la playa de Patong, que concentra también la mayor parte de la vida nocturna de Phuket, además de ser el mayor centro comercial de la isla. Otras playas populares son Karon, Kata, Panwa Beach, Mai Khao, Nai Harn y Bang Tao.
La isla fue afectada por el tsunami del 26 de diciembre de 2004 que devastó gran parte de las costas del Océano Índico
Phuket se encuentra a unos 863 kilómetros (536 millas) al sur de Bangkok y tiene una superficie de 543 kilómetros cuadrados (210 millas cuadradas), sin contar los pequeños islotes. Se estima que Phuket tendría una superficie total de aproximadamente 576 kilómetros cuadrados (222 millas cuadradas) si se incluyeran todas sus islas periféricas. Otras islas son: Ko Lone 4,77 kilómetros cuadrados, Ko Maprao 3,7 kilómetros cuadrados, Ko Naka Yai 2,08 kilómetros cuadrados, Ko Racha Noi 3,06 kilómetros cuadrados, Ko Racha Yai 4,5 kilómetros cuadrados y la segunda más grande, Ko Sire 8,8 kilómetros cuadrados.
La longitud de la isla, de norte a sur, es de 48 kilómetros (30 millas) y su ancho es de 21 kilómetros (13 millas).[10]
El setenta por ciento del área de Phuket está cubierta de montañas que se extienden de norte a sur. El 30 por ciento restante son llanuras en las partes central y oriental de la isla. Tiene un total de nueve arroyos y riachuelos pero no tiene ningún río importante.
Las plantaciones de bosque, caucho y palma de aceite cubren el 60 por ciento de la isla. La costa oeste tiene varias playas de arena. Las playas de la costa este son más a menudo fangosas. Cerca del punto más meridional se encuentra Laem Phromthep (tailandés: แหลมพรหมเทพ, "Cabo de Brahma"), un popular mirador. En el norte montañoso de la isla se encuentra la Zona de No Caza de Khao Phra Thaeo, que protege más de 20 km² de la selva tropical. Los tres picos más altos de esta reserva son el Khao Prathiu (384 metros), el Khao Bang Pae (388 metros) y el Khao Phara (422 metros). El parque nacional Sirinat, en la costa noroeste, se estableció en 1981 para proteger una zona de 90 kilómetros cuadrados de superficie marina, incluida la playa de Nai Yang, donde desovan las tortugas marinas.

### Clima
Bajo la clasificación climática de Köppen, Phuket tiene un clima monzónico tropical (Am). Debido a su proximidad al ecuador, en el año hay una pequeña variación de temperaturas. La ciudad tiene un promedio anual máximo de 32 °C y mínimo anual de 25 °C. Phuket tiene una estación seca que va de diciembre a marzo y una estación húmeda que cubre los ocho meses restantes. Sin embargo, como muchas ciudades que tienen un clima tropical monzónico, Phuket recibe algunas precipitaciones incluso durante su estación seca. Phuket tiene un promedio de aproximadamente 2200 milímetros de lluvia.

## Economía
La explotación de las minas de estaño fue una importante fuente de renta para la isla desde el siglo XVI. Muchos trabajadores chinos fueron empleados en las minas, y su influencia en la cultura de Phuket puede ser sentida aun hoy. Con la caída del precio del estaño, su explotación finalizó definitivamente. Actualmente, la economía de Phuket reposa sobre dos pilares: plantaciones de caucho (Tailandia es el mayor productor mundial de hule), y el turismo. Desde la década de 1980 Phuket es una de las principales atracciones turísticas da Tailandia. La mayor parte de las playas arenosas de la costa occidental de la isla fueron transformadas en centros turísticos, siendo Patong, Karon y Kata las más populares. En 2019 los usuarios de Tripadvisor eligieron a la isla de Phuket como el segundo mejor lugar que visitar en Asia.

## Demografía
Los tailandeses son el grupo étnico mayoritario, seguidos de los chinos y de los "gitanos del mar" Urak Lawoi' y Moken o Moklen. En la conformación de la población hay que tener en cuenta también a los birmanos, presentes en varias fases de la historia de Phuket, y a los descendientes de pueblos mon jemer que habitaron antiguamente las islas.

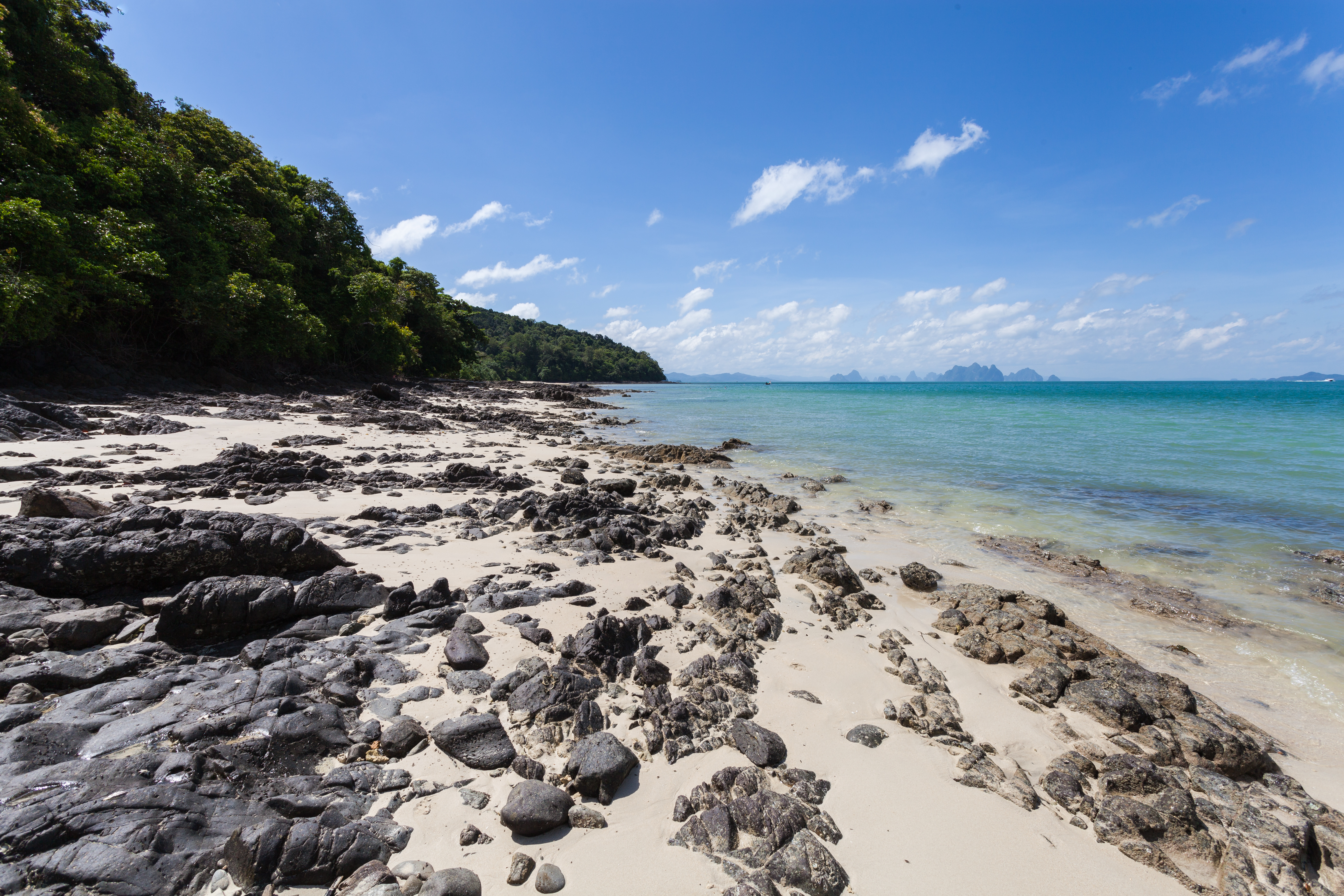
Isla Naka, Provincia de Phuket

## Religión
Como la mayor parte de Tailandia, la gran mayoría de la población es budista, pero hay también un número significativo de musulmanes (17%).

## Símbolos
El escudo provincial muestra a las dos heroínas de la provincia, Thao Thep Kasattri y Thao Sri Sunthon.
El árbol provincial de la madera de rosa da Birmania (Pterocarpus Indicus) y la flor que representa a la provincia es la flor de pimienta (Bougainvillea sp.)

## Divisiones administrativas

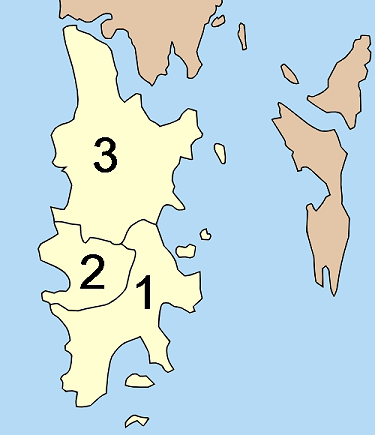
Distritos.

Phuket está dividida en 3 distritos (Amphoe):

- 1. Mueang Phuket
- 2. Kathu
- 3. Thalang

Estos distritos están a su vez subdivididos en 17 comunas (Tambon), y 103 aldeas (Muu-baan).